# 米奇·法菲爾德

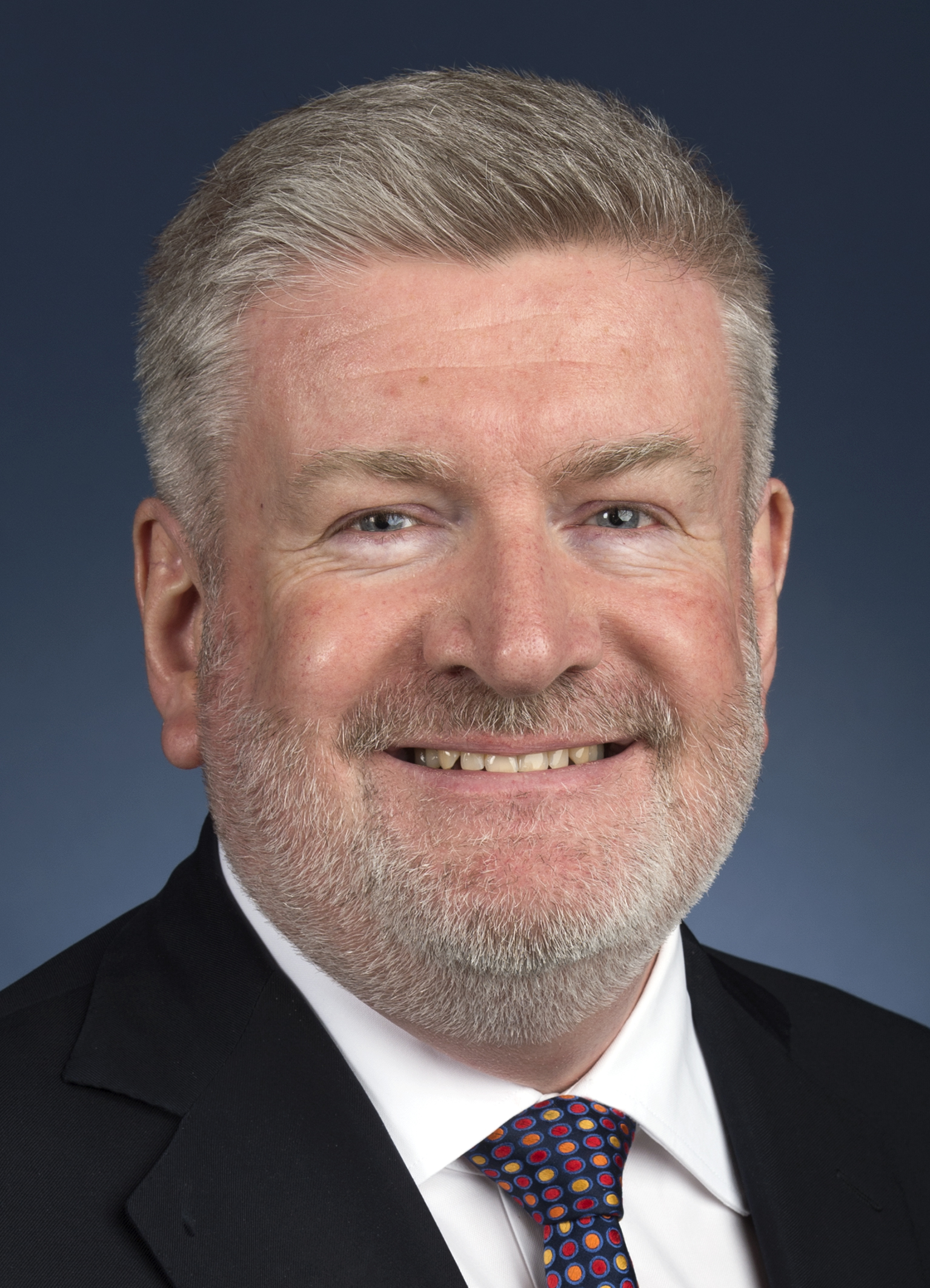

米奇·彼得·法菲爾德（英語：Mitch Peter Fifield；1967年1月16日—）是澳洲的一位政治家，屬於澳洲自由黨。他自2004年開始出任澳洲國會議員。在2013年9月成立的阿博特內閣中，他擔任商務部長職務。在滕博爾內閣中，他擔任通訊部長兼藝術部長兼數碼政府事務總理助理部長。法菲爾德出生在新南威爾士州雪梨。2019年，他獲提名出任駐聯合國大使。